# Samsung Galaxy Beam
Samsung Galaxy Beam – smartfon firmy Samsung, zaprezentowany w lipcu 2012 roku.

## Opis
Telefon posiada ekran 4" typu TFT LCD o rozdzielczości 480 × 800 pikseli. Wyposażono go także w dwurdzeniowy procesor o taktowaniu 1GHz. Ponadto i8530 posiada aparat fotograficzny, zdolny robić zdjęcia o rozdzielczości 5 megapikseli oraz nagrywać wideo w rozdzielczości 720p. Telefon wyposażony jest w łączność WiFi b/g/n i Bluetooth. Posiada także 768 MB pamięci RAM oraz 8 GB pamięci wbudowanej. Pracuje na systemie operacyjnym Android w wersji 2.3 Gingerbread (możliwość aktualizacji systemu do wersji IceCreamSandwich).
Galaxy Beam posiada wbudowany projektor o rozdzielczości nHD (640 × 360 pikseli). Obraz może mieć wielkość od 5 do 50 cali z odległości do 120 centymetrów.
Ze względu na projektor, i8530 posiada baterię o powiększonej pojemności - 2000 mAh, co przekłada się na sporą wagę telefonu, równą 145,3 gram.
Wbudowany projektor wyprodukowała firma Texas Instruments. Maksymalna wartość wyświetlanego obrazu to 70 cali. Wyświetlanie obrazu nie wymaga żadnej aplikacji - projektor w czasie rzeczywistym przedstawia dokładnie ten sam widok co ekran smartfona.